# The Turning (2020)
The Turning is een Amerikaanse horrorfilm uit 2020 geregisseerd door Floria Sigismondi en geschreven door Carey W. Hayes en Chad Hayes. Het is een moderne bewerking van het spookverhaal uit 1898, The Turn of the Screw van Henry James. De hoofdrollen worden vertolkt door Mackenzie Davis, Finn Wolfhard, Brooklynn Prince en Joely Richardson.

## Verhaal
Een jonge gouvernante krijgt de taak om op twee kinderen te passen na de dood van hun ouders. Zij krijgt echter snel te maken met bovennatuurlijke verschijnselen die het op haar gemunt hebben.

## Rolverdeling
| Acteur           | Personage       |
| ---------------- | --------------- |
| Mackenzie Davis  | Kate Mandell    |
| Finn Wolfhard    | Miles Fairchild |
| Brooklynn Prince | Flora Fairchild |
| Joely Richardson | Darla Mandell   |
| Barbara Marten   | Mrs. Grose      |
| Mark Huberman    | Bert            |

## Productie
In maart 2016 waren er plannen om het spookverhaal van Henry James te verfilmen. Onder meer Steven Spielberg toonde interesse in het project. Vlak na de bekendmaking van het project werd Juan Carlos Fresnadillo door Amblin Entertainment ingehuurd om de regierol op zich te nemen. De film zou geschreven worden door Chad Hayes, Carey W. Hayes en Roy Lee.
Op 1 augustus 2016 raakte bekend dat Alfre Woodard werd gecast. Een maand later werd Rose Leslie toegevoegd aan het project.
Vijf weken voordat de opnamen van start zouden gaan trok Spielberg echter de stekker eruit. De aanleiding hiervoor was dat Spielberg niet tevreden was dat producent Scott Z. Burns diverse aanpassingen deed in het script. Uiteindelijk ontsloeg de studio Fresnadillo en Burns en werd het project tijdelijk gestopt.
Ruim een jaar later werd een nieuwe regisseur bekendgemaakt voor het project. Ook werd de titel hernoemd naar The Turning. In oktober 2017 werd Mackenzie Davis gecast als de nanny. Finn Wolfhard en Brooklynn Prince werden in de maanden daaropvolgend toegevoegd aan het project.

### Opnamen
De opnamen begonnen op 14 februari 2018. Het Killruddery House werd als locatie uitgekozen voor het grootste deel van de opnamen.

## Release
The Turning werd op 24 januari 2020 in de Verenigde Staten uitgebracht. Aanvankelijk zou de film in Nederland op 16 april 2020 worden uitgebracht, maar is door de coronapandemie uitgesteld tot een nader te bepalen datum. De film ontving overwegend negatieve recensies. Op Rotten Tomatoes heeft de film een waarde van 12%, gebaseerd op 92 recensies. Op Metacritic heeft de film een gemiddelde score van 35/100, gebaseerd op 24 recensies.